# Близ
Близ (на немски: Blies) е почти 100 km дълга река в Саарланд, Германия и във френския регион Гранд Ест. Влива се в река Саар.
Река Близ тече през град Близкастел.